# Stasiopole

Stasiopole ( prononcé en polonais : [staɕɔˈpɔlɛ]) est un village polonais de la gmina de Dąbrówka dans la powiat de Wołomin de la voïvodie de Mazovie dans le centre-est de la Pologne.
Il se situe à environ 19 kilomètres au nord de Wołomin (siège de la powiat) et à 36 kilomètres au nord de Varsovie (capitale de la Pologne).

## Histoire
De 1975 à 1998, le village appartenait administrativement à la voïvodie d'Ostrołęka.